# Synagoge (Schydatschiw)

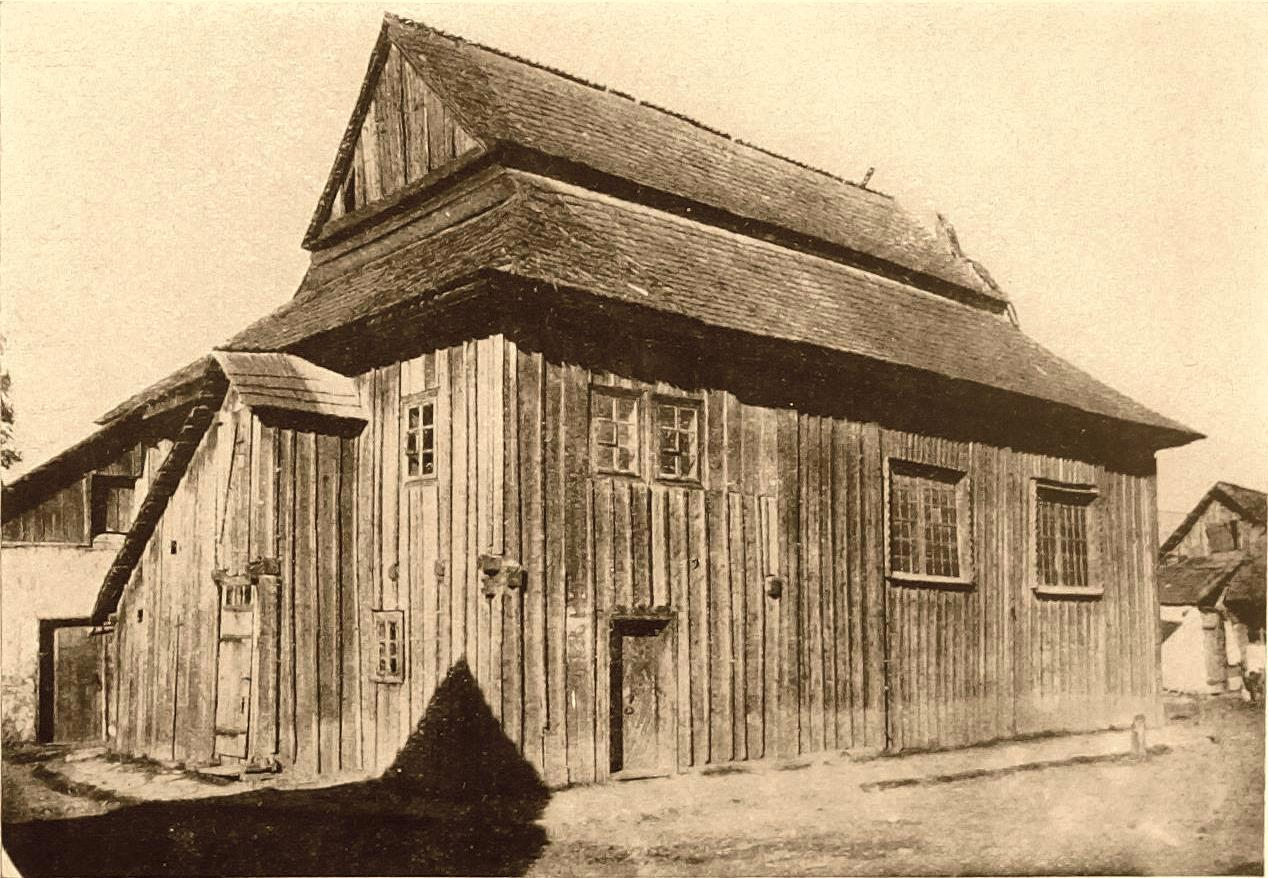
Synagoge zwischen 1910 und 1913

Die hölzerne Synagoge in Schydatschiw, einer Stadt in der ukrainischen Oblast Lwiw, wurde Mitte des 18. Jahrhunderts gebaut und stand bis zum Zweiten Weltkrieg.

## Geschichte
Das Baujahr der Synagoge war 1742. Die Wandmalereien stammen aus den Jahren 1792 bis 1809. Nach 1910 fanden Renovierungen und einige Umbauten statt. Im Zweiten Weltkrieg wurde sie zerstört.

## Architektur

### Äußeres
Das rechteckige Gebäude bestand aus der quadratischen (9 × 9 m) großen, einstöckigen Haupthalle (dem Gebetsraum der Männer) und im Westen dem Vestibül (Vorhalle), über dem sich die Gebetsräume der Frauen befanden. Die Haupthalle hatte an den drei Außenseiten je zwei große, nahezu quadratische, Fenster. Vestibül und Frauenempore hatten kleinere, rechteckige Fenster. Auf der Westseite führte eine Treppe in einem kleinen Vorbau zur Empore sowie eine Tür zur Vorhalle. Eine zweite Tür war in der südwestlichen Ecke. Bei der Renovierung nach 1910 wurde ein zweiter (symmetrischer) Anbau hinzugefügt.
Das Dach war zweistufig mit einem Walmdach im unteren Bereich und davon abgesetzt darüber ein Giebeldach. Der Vorbau hatte ein eigenes kleines Dach.
Bei den Umbauten nach 1910 wurde das Hauptdach durch ein einfacheres, stufenloses Walmdach aus Blech ersetzt und der neue (größere) Anbau bekam ein Pultdach, das sich an die Wand anlehnte.

### Inneres

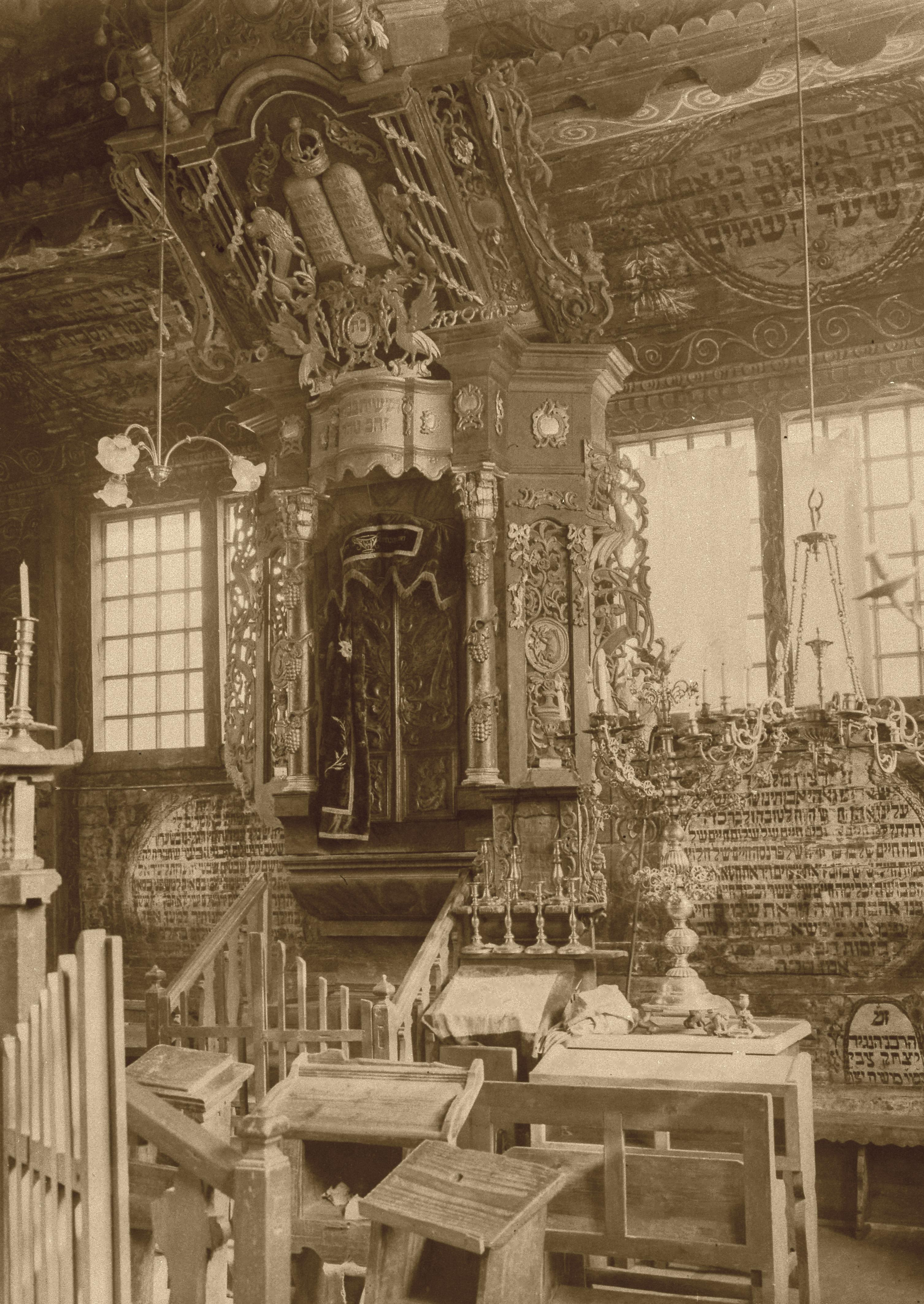
Toraschrein (1930)

Der quadratische Männerbetraum in Blockbauweise wurde durch eine vom Viereck ins Achteck umsetzende Kuppel abgeschlossen. Die Wandhöhe war 5,50 m und die Höhe bis zur Kuppelspitze war 9,50 m. Die Wände und die Kuppel hatten eine reichhaltige, mehrfarbige Bemalung.
Die achteckige Bima in der Mitte des Raumes war von einer hölzernen Brüstung umgeben.
Der kunstvoll geschnitzte und bemalte Toraschrein reichte bis in die Kuppel und bog in diese hinein.